# Stephen Pon
Stephen Pon est un verrier d'art québécois. 

## Biographie
Stephen Pon apprend son métier au Centre des métiers du verre du Québec (renommé depuis Espace VERRE) de 1997 à 2000,. Dès la fin de cette formation, il installe son atelier à Lavaltrie dans Lanaudière.
Les œuvres de Pon sont réalisées grâce à différentes techniques de travail du verre : la pâte de verre, le verre soufflé et le moulage au sable. L'artiste est représenté par différentes galeries spécialisées au Canada et aux États-Unis. Il réalise également quelques projets d'art public dont Éclats de nature à Terrebonne. 

## Distinctions
2009, 2014, 2018 : Grands prix Desjardins catégorie Métiers d'art décerné par Culture Lanaudière.
2012, 2014 : Créateur de l'année dans Lanaudière décerné par le CALQ.
2021 : Prix Jean-Marie Gauvreau décerné par le Conseil des métiers d'art du Québec.

### Articles
- (en + de) Catherine Piazzon et Suzanne Delorme, « Stephen Pon at Espace Verre », Glashaus, vol. 2,‎ 2008 (ISSN 1435-8565)

### Vidéos
- [vidéo] « L'alchimiste verrier Stephen Pon », 3 décembre 2020, Télé-Québec Mauricie | Centre-du-Québec | Lanaudière (consulté le 17 janvier 2022)
- [vidéo] « Être verrier », 2007 (consulté le 18 janvier 2022)